# 夢魘單曲
《夢魘單曲》是閃靈樂團的第二張單曲，收錄閃靈樂團未發行專輯之前的Demo作品《榆樹街之夢魘》，此曲在《祖靈之流》專輯再版時也收錄在其Bonus Track中。
《榆樹街之夢魘》一曲源自恐怖電影《半夜鬼上床》（Nightmare on Elm Street）系列，主要壞人Freddy也與閃靈主唱Freddy 同名。因此，在2003年《半夜鬼上床》新電影《佛萊迪大戰傑森》上映時，閃靈樂團也為其撰寫新單曲《極惡限戰》作為電影主題曲。

## 專輯曲目
| 曲序 | 曲目         |
| ---- | ------------ |
| 1.   | 榆樹街之夢魘 |